# Fa menor
Fa menor (també Fam en la notació europea i Fm en la notació americana) és la tonalitat que té l'escala menor natural a partir de la nota fa; així està constituïda per les notes fa, sol, la♭, si♭, do, re♭ i mi♭. La seva armadura conté quatre bemolls; en el cas de les escales menors melòdica i harmònica les alteracions addicionals s'afegeixen al costat de les notes i no a l'armadura. El seu relatiu major és la tonalitat de la bemoll major, i la tonalitat homònima és fa major.
És una tonalitat que s'associat amb la passió, amb dos exemples coneguts com són la Simfonia núm. 49, La Passione, i la Sonata "Appassionata" de Beethoven.

## Exemples de composicions en fa menor

### Composicions clàssiques
- Concert per a clavecí núm. 5 - Johann Sebastian Bach
- Fantasia en fa menor - Frédéric Chopin
- Sonata "Appassionata" - Ludwig van Beethoven
- Balada núm. 4 - Chopin
- Quintet per a piano, Op. 34 de Johannes Brahms
- Simfonia núm. 4 de Piotr Ilitx Txaikovski.

### Altres tipus de música
- The Imperial March (Darth Vader's Theme) - John Williams
- Smells Like Teen Spirit - Nirvana (grunge)
- Break The Ice - Britney Spears
- Boulevard of Broken Dreams - Green Day
- This Masquerade - Carpenters
- Gone Away - The Offspring
- The World Is Not Enough - Garbage
- Dream On - Aerosmith
- Because Of You - Kelly Clarkson
- Nature's Law - Embrace
- Stayin' Alive - Bee Gees
- You are so beautiful - Joe Cocker/Bonnie Tyler
- Trans Europa Express - Kraftwerk